# Алкидные смолы
Алкидные смолы — высоковязкие липкие продукты от светло-жёлтого до коричневого цвета.

## Получение
Являются продуктом взаимодействия многоатомных спиртов (полиолов) и одноосновных высших жирных кислот в присутствии карбоновых кислот (ангидридов). Например, соединение льняного, касторового или подсолнечного масла с пентаэритритом или триметилолпропаном.

## Свойства
По количеству остатков масел (жирности) подразделяют на сверхтощие (< 35 %), тощие (35—45 %), средние (46—55 %), жирные (56—70 %) и очень жирные (> 70 %). Тощие смолы растворимы лишь в ароматических углеводородах (толуоле, ксилоле, сольвенте), жирные — в алифатических (уайт-спирите), смолы средней жирности — в смесях ароматических и алифатических углеводородов.

## Применение
- Плёнкообразующие основы (лаки) для эмалевых красок.